# Erbé
Erbé (Erbé in veneto) è un comune italiano di 1 916 abitanti della provincia di Verona in Veneto.

## Geografia fisica
Erbé è attraversato dal fiume Tartaro e dal fiume Tione ed è un comune ricco di acqua. È posizionato a sud ovest del capoluogo ed è sul confine con la provincia di Mantova.

## Storia
Vi sono presenze preistoriche nel comune: si rifanno a due civiltà non molto lontane, la prima agli insediamenti palafitticoli del basso lago di Garda, dell'età del bronzo, con reperti occasionali fatti di ceramiche, ossa di animali e focolari. Forse non erano resti di popolazioni stanziali locali. Di questi insediamenti ne furono trovate tracce nel XIX secolo nella località Tremolina. Il secondo insediamento, più importante, venne fatto a Castion. Un abitato simile a quelli trovati ad Este ed appartenenti alla civiltà degli antichi Veneti.
Erbé fu abitato stabilmente dai longobardi, che stabilirono una minima entità amministrativa, il vicus. Probabilmente si sostituirono ai discendenti degli antichi Veneti nel controllo della zona. 
Da zona autonoma divenne feudo monastico nell'823, quando re Berengario I assegnò le terre all'abbazia benedettina di San Zeno. Per le dispute di confine con Mantova fu costruito un castello per difesa intorno all'anno 1000. Il feudo monastico ebbe il massimo splendore nel 1668 quando incorporò le zone di Roncolevà, Moratica, San Pietro in Valle, Granarolo e Trevenzuolo. Il feudo durò fino al 1797 anno in cui Napoleone lo abolì, incorporando parte dei domini dell'abbazia che in parte finirono nel demanio austriaco. Erbé non seguì lo stesso percorso, divenne libero comune.

### Simboli
Lo stemma e il gonfalone sono stati concessi con DPR del 16 dicembre 1983.
Il gonfalone è un drappo partito d'azzurro e di verde.

## Monumenti e luoghi d'interesse

### Chiese
- Chiesa di Santa Maria Novella di Erbedello - IX secolo

Sorge all'interno del Parco dei due Tioni. La prima edificazione è probabilmente del IX secolo. La chiesa contiene affreschi fatti nel tempo come ex voto con una dedica particolare alla Madonna a cui è dedicata la chiesa.
- Chiesa parrocchiale di San Giovanni Battista - XVI secolo

Con un campanile del XVI secolo ha una struttura barocca. Ha un'unica navata con ai lati quattro cappelle decorate con marmi di più colori. Dietro l'altare maggiore un quadro di Andrea Voltolini, del XVI secolo, dal soggetto San Giovanni Battista nell'atto di battezzare il Signore tra angeli e cherubini.

### Ville
- Villa Gallici - XVI secolo

Già casa padronale dal XVI secolo, con numerose trasformazioni.

### Natura
- Parco dei due Tioni

Raramente in paesi della dimensione di Erbé ci sono strutture di verde pubblico così importanti anche per la vita sociale del paese. Il percorso nel parco è fatto a forma di L e al suo interno ha la chiesa di Santa Maria Novella di Erbedello. Al suo interno ha un particolare percorso salute e un'area a disposizione per camminare e sedersi a terra divisa fra un'area alberata ed una a prato.

## Società

### Evoluzione demografica
Abitanti censiti

## Cultura

### Eventi
Le manifestazioni sono concentrate nel parco dei due Tioni.
- Sagra della Madonna del Rosario o Festa de l'Anara"'

Prima domenica di ottobre.
- Sagra di San Giovanni Battista

Terza o quarta domenica di giugno.
- Fiera del Melone

Seconda o terza domenica di giugno.

## Economia
Il comune ha un'economia quasi esclusivamente agricola.

Fa parte dell'area di produzione del Riso Vialone Nano Veronese, che viene coltivato su terreni della pianura veronese irrigati con acqua di risorgiva.

## Amministrazione
Il comune fa parte dell'Unione Comunale detta Unione veronese Tartaro Tione in precedenza chiamata Unione dei 5 comuni.
I comuni che ne fanno parte sono: Erbè, Nogarole Rocca e Trevenzuolo.
| Periodo     | Periodo     | Primo cittadino  | Partito      | Carica  | Note   |
| ----------- | ----------- | ---------------- | ------------ | ------- | ------ |
| giugno 1985 | maggio 1990 | Saverio Bozzini  | Indipendente | Sindaco | [ 7 ]  |
| maggio 1990 | aprile 1995 | Saverio Bozzini  | Lista Civica | Sindaco | [ 8 ]  |
| maggio 1995 | giugno 1999 | Saverio Bozzini  | Lista Civica | Sindaco | [ 9 ]  |
| giugno 1999 | giugno 2004 | Saverio Bozzini  | Lista Civica | Sindaco | [ 10 ] |
| giugno 2004 | giugno 2009 | Paolo Brazzarola | Lista Civica | Sindaco | [ 11 ] |
| giugno 2009 | maggio 2014 | Paolo Brazzarola | Lista Civica | Sindaco | [ 12 ] |
| maggio 2014 | maggio 2019 | Nicola Martini   | Lista Civica | Sindaco | [ 13 ] |
| maggio 2019 | giugno 2024 | Nicola Martini   | Lista Civica | Sindaco | [ 14 ] |
| giugno 2024 | marzo 2025  | Nicola Martini   | Lista Civica | Sindaco | [ 15 ] |

## Sport
A Erbé lo sport ebbe il suo alto livello negli anni 90 e i primi del 2000, la squadra di calcio si chiamava A.C Erbé, fallita nel 2008 per mancanza di fondi dopo la finale dei Play-Off per la promozione in Prima Categoria contro una squadra vicentina.
La pallacanestro fallì nel 2009 anche questa per mancanza di fondi, ma si trasferì un po' a Isola Della Scala nella Virtus Basket e un po' a Vigasio nel Vigasio Basket, dove tuttora gli ex giocatori dell'Erbé giocano. Dal 2011 a seguito del cambio dirigenziale nella gestione della locale Asd Polisportiva Erbé, lo sport è tornato a livelli più che buoni. Si praticano principalmente ginnastica artistica, karate, fitness e Trx, ginnastica dolce, pilates, gioco sport. È inoltre gestito un progetto chiamato Sport + atto a portare l'insegnamento dell'educazione fisica nelle scuole primarie con personale e istruttori qualificati.
Particolare risalto hanno manifestazioni e gare organizzate dalla Polisportiva Erbé quali ArtErbé (giunta nel 2018 alla 5ª edizione con oltre 300 atlete in gara) e Karade Kids.